# Uleodothis munkii
Uleodothis munkii är en svampart som först beskrevs av Speg., och fick sitt nu gällande namn av Syd. & P. Syd. 1921. Uleodothis munkii ingår i släktet Uleodothis och familjen Venturiaceae.   Inga underarter finns listade i Catalogue of Life.